# Sans issue (série télévisée, 2014)
Pour les articles homonymes, voir Sans issue.
Sans issue (hangeul : 너희들은 포위됐다 ; RR : Neohuideureun Powidwaetda ; aussi connu comme : You're All Surrounded) est une série télévisée sud-coréenne de 2014 mettant en vedette Lee Seung-gi, Cha Seung-won, Go Ara, Ahn Jae-hyun, Park Jung-min, Oh Yoon-ah et Seong Ji-ru. Elle est diffusée sur SBS du 7 mai au 17 juillet 2014, les mercredis et jeudis à 21 h 55 (KST) pour 20 épisodes.

## Synopsis
Après avoir été témoin du meurtre de sa mère lorsqu'il était jeune, Kim Ji-yong (Lee Seung-gi) est devenu inspecteur de police afin d'enquêter sur la mort de cette dernière. Il a ensuite changé son nom en Eun Dae-gu pour passer inaperçu du meurtrier de sa mère. Sur son chemin, il retrouve Eo Soo-sun (Go Ara), qui a fréquenté le même collège que lui et ils développent progressivement une relation amoureuse. Dans le même temps, il espionne son chef d'équipe, Seo Pan-seok (Cha Seung-won), le croyant lié au tueur de l'affaire de sa mère. Alors qu'il découvre la vérité derrière l'incident d'il y a 11 ans, il découvre son passé, son identité et tisse des liens profonds avec les gens qui l'entourent.

## Distribution

### Acteurs principaux
- Lee Seung-gi (dans le rôle de Eun Dae-gu / Kim Ji-yong[2] ) : Il est brusque, intelligent (avec un QI de 150) et a une mémoire photographique. Son problème avec l'autorité découle de son passé douloureux; en tant que jeune garçon nommé Kim Ji-yong vivant à Masan, sa mère a été assassinée sous ses yeux alors qu'elle tentait de témoigner en tant que témoin d'un crime. Pour éviter de se faire tuer, il a changé son nom en Eun Dae-gu et a grandi dans un orphelinat. Il devient finalement inspecteur pour traduire en justice l'assassin de sa mère, tout en espionnant son patron Seo Pan-seok, qu'il croit avoir conspiré avec l'assassin de sa mère.

- Cha Seung-won (dans le rôle de Seo Pan-seok[3]) : Le capitaine colérique de l'unité des crimes violents. Légende du commissariat, Pan-seok est connu pour son engagement inlassable à traquer les criminels les plus notoires et son taux de réussite dans la résolution des affaires difficiles, ainsi que son dédain pour les supérieurs qui abusent de leur autorité. Il méprise initialement le fait d'être affecté à des recrues comme mentor mais, après un début difficile, les aime à mesure qu'elles font leurs preuves. Mais il n'a jamais oublié une affaire non résolue depuis longtemps impliquant le meurtre d'un témoin et la disparition subséquente de son fils, Kim Ji-yong, une affaire qui est inextricablement liée à sa propre tragédie familiale: la mort accidentelle de son jeune fils.

- Go Ara (dans le rôle d'Eo Soo-sun) : Audacieuse et persévérante, Soo-sun a postulé sept fois avant d'être acceptée à l'académie de police. Elle est la seule femme de la nouvelle classe d'officiers. Soo-sun et Ji-yong sont allés au même collège à Masan, mais elle ne le reconnaît pas initialement dans son incarnation actuelle en tant que Dae-gu[4].

- Ahn Jae-hyun (dans le rôle de Park Tae-il) : Tae-il est discret et décontracté, mais il sait s’y prendre avec les dames. Il était dans sa première année de résidence avant de décider de quitter la médecine et de devenir inspecteur, une décision que sa famille désapprouve et qui l'a conduit à s'éloigner d'eux[5]. Il est parfois moqué d'être un « enfant riche » stéréotypé de Gangnam mais fait ses preuves par son dévouement.

- Park Jung-min dans le rôle de Ji Gook : un geek bavard dont la seule raison de postuler à la police était parce qu'il voulait vivre à Gangnam. Il devient de manière inattendue le meilleur ami de Tae-il et a le béguin pour Soo-sun.

- Oh Yoon-ah (dans le rôle de Kim Sa-kyung) : Sa-kyung est une inspectrice tenace aux convictions fortes, dont l'objectif personnel est d'ouvrir la voie aux femmes policières pour qu'elles travaillent dans son quartier sans être discriminées. Elle est également l'ex-femme de Pan-seok, et le couple divorcé est obligé de travailler ensemble lorsqu'elle est transférée à son poste de police en tant que nouvelle inspectrice en chef de l'unité des personnes disparues. Elle a divorcé en raison du chagrin et de la colère qu'elle ressentait à la mort de leur fils, mais lors de leur nouvelle rencontre au commissariat, l'amour de Sa-kyung et Pan-seok l'un pour l'autre refait surface et ils recommencent à sortir ensemble.

- Seong Ji-ru dans le rôle de Lee Eung-do : Le collègue plus âgé de Pan-seok qui regarde les nouvelles recrues avec affection.

- Seo Yi-sook dans le rôle de Kang Seok-soon : La chef de la police. Elle a secrètement parrainé et encouragé Dae-gu pendant onze ans jusqu'à l'académie de police, mais semble avoir des liens suspects avec le député Yoo, un politicien véreux.

### Acteurs secondaires
- Im Won-hee : Cha Tae-ho
- Choi Hyo-eun : Park Soo-bin
- Jung Dong-hwan : Yoo Moon-bae
- Moon Hee-kyung : Yoo Ae-yeon
- Lee Ki-young : Shin Ji-il
- Oh Young-shil : Jang Hyang-sook
- Song Young-kyu : Jo Hyung-chul
- Lee Yi-kyung : Shin Ki-jae

### Invités et caméos
- Kim Hee-jung : Kim Hwa-young, mère de Ji-yong (épisodes 1, 4, 17)
- Lee Yang-hee : partenaire de Pan-seok (épisodes 1, 10)
- Choi Jin-ho : Park Seung-ho (épisode 1)
- Lee Han-na : Shim Hye-ji (épisode 1)
- Yang Han-yeol : Park Min-soo (épisode 1)
- Maeng Bong-hak : professeur (épisode 1)
- Seo Yoo-ri : fille dans le night club (épisode 2)
- Park Hwi-soon : homme à un blind date (épisode 3)
- Kim Kang-hyun : Dokgo Soo, le stalker (épisodes 3–4)
- Choi Young-shin : Yoon-jung (épisodes 3–5)
- Lee Han-wi : le directeur de chirurgie plastique Byung (épisode 3)
- Jung Se-hyung : Kim Jae-min
- Choi Woo-shik : criminel nommé Choi Woo-shik (épisode 4)
- Kim Min-ha : Ji-hee, étudiante/otage (épisode 4)
- Jo Hwi-joon : Seo Joon-woo, fils de Pan-seok (épisode 5)
- Im Seung-dae : le procureur Han Myung-soo (épisodes 5–6, 19–20)
- Choi Woong : Kim Shin-myung, suspect d'un délit de fuite (épisodes 5–6)
- Ahn Se-ha : Lee Young-gu, chauffeur de Shin-myung (épisodes 5–6)
- Kim Ji-young : Lee Hyun-mi (épisode 6)
- Lee Geum-joo : directrice de l'orphelinat (épisodes 6, 8)
- Baek Seung-hyeon : Song Seok-won (épisodes 8–9)
- Joo-ho : Song Seok-gu (épisodes 8–9)
- --- : mécanicien disparu (épisodes 10–11)
- Moon Ji-in : la fiancée du mécanicien (épisode 10)
- Han Yoo-yi : Kang Seok-soon jeune (épisode 16)
- Seo Yoon-ah : Seo Kyung-eun (épisode 16)
- Jung Dong-gyu : Kwon Hyuk-joo

## Production
Lors du tournage d'une scène d'action le 9 juin 2014, Lee Seung-gi s'est fait transpercer l'œil gauche par un couteau, provoquant des lésions cornéennes et une hémorragie intraoculaire. Sa blessure a obligé Lee à se reposer pendant quelques jours, ce qui a entraîné la préemption du 10e épisode ; une émission spéciale est diffusée à la place le 11 juin 2014.

## Bande originale

### Partie 1
| 1.   | What's Wrong with Me? (나 왜이래)         | San E | 3:20 |
| 2.   | What's Wrong with Me? (나 왜이래) (Inst.) |       | 2:30 |
| 6:40 |                                           |       |      |

### Partie 2
| 1.   | Love, That One Word (사랑 그 한마디)         | Taeyeon | 3:55 |
| 2.   | Love, That One Word (사랑 그 한마디) (Inst.) |         | 3:55 |
| 7:50 |                                              |         |      |

### Partie 3
| 1.   | I'm in Love (사랑하나 봐)         | Lee Seung-chul | 3:28 |
| 2.   | I'm in Love (사랑하나 봐) (Inst.) |                | 3:28 |
| 6:56 |                                   |                |      |

### Partie 4
| 1.   | I Only See You (그대만 보여요)         | Kwon Jin-ah | 4:21 |
| 2.   | I Only See You (그대만 보여요) (Inst.) |             | 4:21 |
| 8:42 |                                        |             |      |

### OST Spécial
| 1.   | I'm in Love (사랑하나 봐) (Ballad ver.) | Lee Seung Chul | 3:19 |
| 2.   | I'm in Love (사랑하나 봐) (Inst.)       |                | 3:19 |
| 6:38 |                                         |                |      |

| You're All Surrounded OST | You're All Surrounded OST                               | You're All Surrounded OST              | You're All Surrounded OST | You're All Surrounded OST | You're All Surrounded OST | You're All Surrounded OST | You're All Surrounded OST | You're All Surrounded OST | You're All Surrounded OST |
| No                        | Titre                                                   | Auteur                                 | Durée                     |                           |                           |                           |                           |                           |                           |
| ------------------------- | ------------------------------------------------------- | -------------------------------------- | ------------------------- | ------------------------- | ------------------------- | ------------------------- | ------------------------- | ------------------------- | ------------------------- |
| 1.                        | I'm in Love (사랑하나 봐)                               | Lee Seung-chul                         | 3:28                      |                           |                           |                           |                           |                           |                           |
| 2.                        | Love, That One Word (사랑 그 한마디)                    | Taeyeon                                |                           |                           |                           |                           |                           |                           |                           |
| 3.                        | What's Wrong with Me? (나 왜이래)                       | San E featuring Kang Min-hee de Miss $ | 3:20                      |                           |                           |                           |                           |                           |                           |
| 4.                        | That Was You (그게 너였다)                              | Ahn Jae-hyun                           | 4:37                      |                           |                           |                           |                           |                           |                           |
| 5.                        | I Only See You (그대만 보여요)                          | Kwon Jin-ah                            | 4:21                      |                           |                           |                           |                           |                           |                           |
| 6.                        | One Love                                                | E.D.E.N                                | 3:33                      |                           |                           |                           |                           |                           |                           |
| 7.                        | ou Are All Surrounded                                   | Ha Geun-young et Ryu Min-ji            | 1:44                      |                           |                           |                           |                           |                           |                           |
| 8.                        | Teheran-ro, 114th Street, Number 11 (테헤란로 114길 11) | Ha Geun-young et Ryu Min-ji            | 2:07                      |                           |                           |                           |                           |                           |                           |
| 9.                        | Gangnam Police Station P4 (강남경찰서 P4)               | Ha Geun-young                          | 3:33                      |                           |                           |                           |                           |                           |                           |
| 10.                       | We Are Partners                                         | Ha Geun-young                          | 2:28                      |                           |                           |                           |                           |                           |                           |
| 11.                       | One Hand's Length of Growth (한 뼘의 성장)              | Ha Geun-young                          | 3:52                      |                           |                           |                           |                           |                           |                           |
| 12.                       | The End, and New Beginning                              | Ha Geun-young                          | 2:55                      |                           |                           |                           |                           |                           |                           |
| 13.                       | Trauma                                                  | Ha Geun-young                          | 3:02                      |                           |                           |                           |                           |                           |                           |
| 14.                       | A Person Coming (사람이 온다는 것은)                    | Ha Geun-young                          | 5:16                      |                           |                           |                           |                           |                           |                           |
| 15.                       | Photographic Memory                                     | Ha Geun-young                          | 2:14                      |                           |                           |                           |                           |                           |                           |
| 16.                       | The Crime Occurred!                                     | Lee Yong-yoon                          | 2:03                      |                           |                           |                           |                           |                           |                           |
| 17.                       | Justice for All                                         | Lee Yong-yoon                          | 3:42                      |                           |                           |                           |                           |                           |                           |
| 18.                       | Top Secret                                              | Ha Geun-young                          | 2:00                      |                           |                           |                           |                           |                           |                           |
| 58:20                     |                                                         |                                        |                           |                           |                           |                           |                           |                           |                           |

## Audiences
| Épisode | Date de diffusion | Titre                                               | Part d'audience moyenne | Part d'audience moyenne     | Part d'audience moyenne | Part d'audience moyenne     |
| Épisode | Date de diffusion | Titre                                               | TNmS Ratings            | TNmS Ratings                | AGB Nielsen             | AGB Nielsen                 |
| Épisode | Date de diffusion | Titre                                               | Tout le pays            | Région de la capitale Séoul | Tout le pays            | Région de la capitale Séoul |
| ------- | ----------------- | --------------------------------------------------- | ----------------------- | --------------------------- | ----------------------- | --------------------------- |
| 1       | 7 mai 2014        | Teheran-ru, 114th Street, Number 11. Gangnam, Seoul | 11,0 %                  | 14,1 %                      | 12,3 %                  | 13,9 %                      |
| 2       | 8 mai 2014        | The Reason We Are Not Detectives                    | 13,2 %                  | 16,2 %                      | 14,2 %                  | 15,8 %                      |
| 3       | 14 mai 2014       | There Are No Rookie Detectives                      | 11,5 %                  | 14,3 %                      | 12,1 %                  | 13,5 %                      |
| 4       | 15 mai 2014       | It's Okay... It's Not Okay                          | 14 %                    | 17.3%                       | 12,8 %                  | 14 %                        |
| 5       | 21 mai 2014       | Sometimes You Embrace and Live!                     | 12 %                    | 15 %                        | 12,4 %                  | 13,5 %                      |
| 6       | 22 mai 2014       | The Ocean Inside My Worn-Out Drawer                 | 12,3 %                  | 14,9 %                      | 13,2 %                  | 14 %                        |
| 7       | 28 mai 2014       | A Person Coming...                                  | 12,4 %                  | 15,6 %                      | 13,6 %                  | 15,1 %                      |
| 8       | 29 mai 2014       | One Hand's Length of Growth                         | 12,5 %                  | 14,8 %                      | 12,8 %                  | 13,4 %                      |
| 9       | 5 juin 2014       | Top Secret                                          | 12,4 %                  | 15,4 %                      | 10,7 %                  | 11,7 %                      |
| 10      | 12 juin 2014      | What Happened That Night                            | 10,3 %                  | 11,8 %                      | 9,6 %                   | 9,9 %                       |
| 11      | 18 juin 2014      | Catch That Bastard!                                 | 10,5 %                  | 12,4 %                      | 10,2 %                  | 11 %                        |
| 12      | 19 juin 2014      | The End and the Beginning                           | 11,6 %                  | 13,6 %                      | 11 %                    | 12,1 %                      |
| 13      | 25 juin 2014      | I'll Be on Your Side                                | 12,2 %                  | 15,4 %                      | 11,1 %                  | 11,6 %                      |
| 14      | 26 juin 2014      | Crocodile Tears                                     | 13,1 %                  | 15,3 %                      | 11,9 %                  | 12,7 %                      |
| 15      | 2 juillet 2014    | Whether Coincidence or Fate                         | 11,2 %                  | 13,4 %                      | 10,7 %                  | 11,5 %                      |
| 16      | 3 juillet 2014    | Things That Can't Be Hidden                         | 12 %                    | 14,4 %                      | 11,8 %                  | 13,2 %                      |
| 17      | 9 juillet 2014    | Uncomfortable Truth                                 | 10,8 %                  | 13,7 %                      | 12,0 %                  | 13,6 %                      |
| 18      | 10 juillet 2014   | Without Blood or Tears                              | 11,5 %                  | 13,9 %                      | 12,9 %                  | 14,2 %                      |
| 19      | 16 juillet 2014   | On Top of a Flying Man, There Is a Desperate Man    | 11,2 %                  | 13,4 %                      | 11,2 %                  | 11,9 %                      |
| 20      | 17 juillet 2014   | Freeze, You're All Surrounded                       | 14,2 %                  | 17 %                        | 13,4 %                  | 14 %                        |
| Moyenne | Moyenne           | Moyenne                                             | 12 %                    | 14,6 %                      | 12 %                    | 13,1 %                      |
| Spécial | 11 juin 2014      | Special                                             | 6,6 %                   | 6,9 %                       | 6,5 %                   | 7,2 %                       |

## Récompenses et nominations
| Année | Récompense                                  | Catégorie                                                 | Nomination                         | Résultat   | Réf. |
| ----- | ------------------------------------------- | --------------------------------------------------------- | ---------------------------------- | ---------- | ---- |
| 2014  | 7e Korea Drama Awards                       | Top Excellence Award pour un acteur                       | Lee Seung-gi                       | Nomination |      |
| 2014  | 16e Seoul International Youth Film Festival | Meilleure OST par une artiste féminine                    | Love, That One Word - Kim Tae-yeon | Nomination |      |
| 2014  | SBS Drama Awards                            | Top Excellence Award pour un acteur dans un drama spécial | Cha Seung-won                      | Nomination |      |
| 2014  | SBS Drama Awards                            | Top Excellence Award pour un acteur dans un drama spécial | Lee Seung-gi                       | Nomination |      |
| 2014  | SBS Drama Awards                            | Excellence Award pour une actrice dans un drama spécial   | Go Ara                             | Nomination |      |
| 2014  | SBS Drama Awards                            | Special Award pour un acteur dans un drama spécial        | Seong Ji-ru                        | Nomination |      |
| 2014  | SBS Drama Awards                            | Special Award pour une actrice dans un drama spécial      | Oh Yoon-ah                         | Nomination |      |
| 2014  | SBS Drama Awards                            | Award de popularité des internautes                       | Cha Seung-won                      | Nomination |      |
| 2014  | SBS Drama Awards                            | Award de popularité des internautes                       | Lee Seung-gi                       | Nomination |      |
| 2014  | SBS Drama Awards                            | Award de popularité des internautes                       | Go Ara                             | Nomination |      |
| 2014  | SBS Drama Awards                            | Award du meilleur couple                                  | Lee Seung-gi et Go Ara             | Nomination |      |